# Старачке брадавице
Старачке брадавице (СБ) (лат. verrucae seborrhoicae - verrucae seniles) или себороична кератоза,(лат. Seborrhoeic keratosis), су врло чести бенигни тумори, у облику папилома-брадавице, које се јављају код старијих особа после треће деценије живота, највише на лицу (углавном на слепоочницама), косматим деловима главе, на шакама, подлактицама, и горњем делу трупа (најчешће на леђима).
Себороична кератоза има различите облике клиничке слике, а настаје пролиферацијом ћелија епидерма. Иако не постоје специфични етиолошки фактори, чешће се јављају на сунчевом светлошћу изложеним деловима тела.

## Етиологија
Узрок старачких брадавица је непознат.  Епидермални фактори раста и њихови рецептори могу бити један од чинилаца у развоју СБ. Иако се старачке брадавице могу јавити код свих особа, ипак су поједине особе подложније појави старачких брадавица као што су:
- особе старије од 50 година,
- особе које имају у породичној анамнези старачке брадавице,
- особе које су изложене сунцу чешће имају појаву старачких брадавица у областима као што су леђа, руке, лице и врат, па се претпоставља да ултраљубичаста светлост има утицај на њихову појаву.[10]

## Карактеристике
Основне карактеристике старачких брадаваица су;
- расту и на местима које нису изложене сунцу,
- могу бити веома бројне,
- брадавице су незнатно или до неколико милиметара издигнуте изнад коже,
- могу бити са кожом повезане краћом али широком петељком, када су нешто издигнутије изнад коже,
- бледосмеђа до готово црна су боје,
- понекад изгладају као да су прилепљене за кожу,
- површина је масна (јер су најчешће на себороичним - маснијим, местима коже, а масноћа је последица излива лоја у њиховој околини,
- изузетно ретко малигно алтерирају.

Мада су безболне, старачке брадавице могу, нарочито ако су велике, или на локацијама где су изложене надражају, могу због трљања или чешања или других надражаја, довести до упале, крварења и инфекције, а код појединих особа и страх од малигне алтерације.

## Диференцијална дијагноза
Диференцијално дијагностички старачке брадавице сличе:
- на откривеној кожи и на голом власишту сенилној кератози, која је сува и храпава и не ствара се на покривеној кожи.
- невус себацеус (тумор грађен од зрелих лојних жлезди) који је урођена промена,
- базоцелуларном карциному,
- Бовенова болест,
- невоцелуларним младежима,
- малигним меланомима.

## Терапија
Старачке брадавице треба само козметички третирати, јер имају естески ефекат.Код израженијих облика може се применити:
- криокаутеризација (замрзавање течним азотом),
- екскохлеација (механичко уклањање хируршком киретом.